# 聯合日報
- 關於菲律賓1973年創刊的華文報紙，請見「聯合日報 (菲律賓)」。
- 關於新加坡報業控股出版的華文綜合性日報，請見「聯合早報」。
- 關於臺灣聯合報系出版的報紙，請見「聯合報」。

聯合日報是馬來西亞的一份中文報紙，前身為《美里日報》和《中華日報》，兩報於2004年1月1日合併，目前僅在東馬的砂拉越與汶萊發行，並以砂拉越西部地區古晉、三馬拉漢、斯里阿曼等地的本土新聞為重點與特色。

## 外部連結
《联合日报》网站 （页面存档备份，存于）